# 城多二郎
城多 二郎（しろた じろう、1902年7月 - 1940年代）は、日本の元俳優、元映画監督である。本名は城田 二郎（読み同じ）。鈴木傳明、岡田時彦、高田稔ら松竹蒲田撮影所のスターが連袂退社するに伴い入社、二枚目俳優として主演を務めていたが、短命に終わった。

## 来歴・人物
1902年（明治35年）7月、東京府東京市豊多摩郡千駄ヶ谷町（現在の東京都渋谷区）に生まれる。出生地についてはアメリカ合衆国ハワイ州の説もある。
幼少期に渡米し、現在のハワイ州ヒロにあった私立学校ヒロ・ボーディング・スクール（Hilo Boarding School、現存せず）に進学する。同校卒業後、日本に帰国して慶応義塾大学に進学するが、この頃から身長173cm・体重67.5kgという体格を活かしてスポーツマンとしてならし、特に水泳と柔道に優れていた。その為、スポーツ界では「ジロマン」または「二郎まん」と仇名され、特に現在の東京都港区三田や東京都中央区銀座界隈では、その名は恐怖の対象であったという。
大学卒業後、家庭に入ったのち帝國生命保險會社（現在の朝日生命保険）大阪支社の社員として実業方面で活躍していたが、1931年（昭和6年）9月に松竹蒲田撮影所のスターであった鈴木傳明が岡田時彦、高田稔、それから渡辺篤、横尾泥海男、吉谷久雄、関時男、月田一郎、山本冬郷、木村健児らを誘って不二映画社の創立に参加するに及び、松竹では江川宇礼雄、清水将夫らを幹部・準幹部俳優として昇格している中で、城多は同年10月1日、近藤伊与吉（1894年 - 1944年）の招聘により松竹蒲田撮影所に電撃入社する。同年10月31日、退社直前の高田稔が主演を務めたサイレント映画『青春図会』（監督清水宏）で映画デビューを果たす。以後、同所の幹部俳優として翌1932年1月29日に公開された小津安二郎監督映画『春は御婦人から』や、同年5月20日に公開された重宗務監督映画『陽気なお嬢さん』などに主演を務めていたが、演技が未熟なせいかなかなか人気は得られず、やがて同時期に入社した江川宇礼雄のほか、岡譲司、大日方傳らに追い抜かれた。
1934年（昭和9年）に発行された『日本映画俳優名鑑 昭和九年版』（映画世界社）によれば、東京府東京市芝区高輪南町28番地（現在の東京都港区高輪四丁目）に住み、身長は5尺7寸（約172.7センチメートル）、体重は18貫（約67.5キログラム）であり、嗜好物はコーヒーである旨が記されている。また、同書によれば、1932年（昭和7年）7月30日に開催されたロサンゼルスオリンピックを見学したという記録も残っている。
1935年（昭和9年）11月7日に公開された深田修造監督映画『大学の赤ん坊』に出演したのを最後に松竹蒲田を退社。退社後はフリーランサーとして、重宗務の設立した東京発声映画に所属していたが、翌1936年（昭和11年）1月に俳優を廃業して映画監督に転向した。なお、同年9月18日に東洋発声映画によって製作・公開された山根幹人監督映画『戦線に吠ゆ』では、キャストとして竹内良一、近藤伊与吉、田子明、林幹、藤田陽子と共演している。以降の出演作品は無く、以後の消息は不明とされていたが、1958年（昭和33年）6月1日に発行された文化雑誌『新文明』（新文明社）などによれば、この後、1937年（昭和12年）7月7日に発生した日中戦争を機に、南支派遣軍報道部対支宣伝班に従軍して中華民国広東省に赴いたが、任務中にコレラに罹患し、中華民国上海市で急逝したという旨が記されている。没年不詳。

## 出演作品

### 松竹蒲田撮影所
特筆以外、全て製作は「松竹蒲田撮影所」、配給は「松竹」、特筆以外は全てサイレント映画である。
- 『青春図会』：監督清水宏、1931年10月31日公開 ※デビュー作
- 『春は御婦人から』（『春は婦人から』）：監督小津安二郎、1932年1月29日公開 - 吉田（主演）
- 『満州行進曲』：監督清水宏・佐々木康、1932年3月10日公開 - 浅田大尉 ※パートトーキー
- 『陸軍大行進』：監督清水宏・佐々木康・石川和雄・松井稔・井上金太郎・渡辺哲二、共作松竹下加茂撮影所、1932年5月6日公開 ※サウンド版
- 『肉弾相搏つ』（『肉弾相うつ』）：監督石川和雄、1932年5月20日公開 ※サウンド版
- 『陽気なお嬢さん』：監督重宗務、1932年5月20日公開 - 工夫・尾形浩三 ※サウンド版
- 『海の王者』：監督清水宏、1932年6月17日公開 - 次郎（十余年後） ※サウンド版
- 『太陽は東より』：監督早川雪洲、1932年6月30日公開 ※サウンド版
- 『前衛装甲列車』：監督佐々木康、1933年3月9日公開
- 『孔雀船』：監督池田義信、1933年3月23日公開
- 『晴曇』：監督野村芳亭、1933年5月4日公開 - 監督・明石勝男
- 『結婚街道』：監督重宗務、1933年6月22日公開 - 須見卓一（主演）
- 『理想の良人』（『理想の夫』）：監督重宗務、1933年10月26日公開
- 『光輝満洲国』：監督石川和雄、1934年7月公開
- 『都会の感傷』：監督勝浦仙太郎、1934年10月11日公開 - 周二（主演）
- 『永久の愛 前篇』：監督池田義信、1935年10月15日公開 - 職工長・前川 ※サウンド版
- 『永久の愛 後篇』：監督池田義信、1935年10月15日公開 - 職工長・前川 ※サウンド版
- 『大学の赤ん坊』：監督深田修造、1935年11月7日公開 ※サウンド版

### フリーランス
- 『戦線に吠ゆ』：監督山根幹人、製作東洋発声映画、配給新興キネマ、1936年9月18日公開 - 太田上等兵 ※トーキー